# Дубай Класик (снукър)
Дубай Класик (на английски: Dubai Classic) е професионално състезание по снукър, което се провежда от 1988 г. до 1994 г. Турнирът е създаден през 1988 г. под името Дубай Мастърс (на английски: Dubai Masters). През първия сезон резултатите на това съсетезание не се взимат предвид при подреждането в Световната ранглиста. През 1989 г. състезанието е преименувано на Дубай Класик и продължава да се провежда оттогава до 1994 г. със статут на ранкинг турнир.

## Победители
| Година                     | Победител                  | Опонент                    | Краен резултат             | Сезон                      |
| Дубай Мастърс (не ранкинг) | Дубай Мастърс (не ранкинг) | Дубай Мастърс (не ранкинг) | Дубай Мастърс (не ранкинг) | Дубай Мастърс (не ранкинг) |
| -------------------------- | -------------------------- | -------------------------- | -------------------------- | -------------------------- |
| 1988                       | Нийл Фоулдс                | Стив Дейвис                | 5 – 4                      | 1988/1989                  |
| Дубай Класик               |                            |                            |                            |                            |
| 1989                       | Стивън Хендри              | Доуг Моунтджой             | 9 – 2                      | 1989/1990                  |
| 1990                       | Стивън Хендри              | Стив Дейвис                | 9 – 1                      | 1990/1991                  |
| 1991                       | Джон Парот                 | Тони Ноулис                | 9 – 3                      | 1991/1992                  |
| 1992                       | Джон Парот                 | Стивън Хендри              | 9 – 8                      | 1992/1993                  |
| 1993                       | Стивън Хендри              | Стив Дейвис                | 9 – 3                      | 1993/1994                  |
| 1994                       | Алан МакМанъс              | Питър Ебдън                | 9 – 6                      | 1994/1995                  |

| Портал | В Портал Снукър можете да намерите още много страници за снукър. |